# Крэк (рэпер)
Александр Винокуров (27 июня 1980; Нижний Новгород, РСФСР, СССР), наиболее известен под сценическим псевдонимом Крэк — российский рэп- и хип-хоп исполнитель. Бывший участник рэп-группы «Район моей мечты» (Р.М.М.), в которой также состояли Карандаш и Варчун.

## Биография

### Личная жизнь
Родился 27 июня 1980 года в Нижнем Новгороде.
Начал увлекаться музыкальной сферой деятельности с детства, в возрасте 12 лет записал первую непрофессиональную песню, а с 1996 года уже набрался опыта и стал выпускать трек за треком. В свои юношеские годы Винокуров организовывал свой первый рэп-коллектив. Будучи девятиклассником, Винокуров засветился в детской программе «Один дома» на телеканале СетиНН (Сети Нижнего Новгорода), где телевизионщики решили снять сюжет про школьников, увлекающихся рэпом. На экране был телефон Винокурова. Данная передача была представлена для людей со схожими интересами. После того, как на Винокурова обратил внимание рэпер Ворчун, он позвонил, после чего они познакомились, а позднее примкнулись к проекту «Некондиция». После написания трека «Южная часть», которая вскоре становится хитом, поднимая группу на новый уровень, у них пошли выступления, запись новых совместных треков. После этого Крэк становится полноправным участником группы.

### Коллективное творчество
В 1999 году на одной из выездных вечеринок происходит знакомство с чебоксарской группой «Партия», в составе которой был Карандаш и Колдун. В 2000 году Крэк со своими коллегами выдвигается выступать на рэп фестиваль Rap Music уже под названием «Район моей мечты» вместе с другой рэп-группой «Партия», лишь после одобрения их заявок. (команды боролись за звание лучшей молодой рэп-группы Поволжья на фестивале молодёжной культуры — Кофемолка). После того, как первое место было завоевано «Некондицией», участники разных групп решили объединиться в одно целое, в «Район Моей Мечты». Фестиваль Rap Music тогда пользовался большим успехом, где они выступали и не один раз. Данными организаторами фестиваля являлись Влад Шeff Валов и отец Децла — Александр Толмацкий. Среди участников были Богдан Титомир, Лигалайз и другие. Потом продюсер Толмацкий выпустил их альбом на своем лейбле «Миксмедиа». Какое то время их творческая работа шла в гору, но внезапно лейбл закрылся.
До конца 2000 года заканчивается работа над дебютным альбомом «Гораздо больше». Дальше записывается второй новый альбом, который получил название «Молниеносные Квазары». Во главе находятся трое участников — Карандаш, Варчун и Крэк. Дип и Колдун уходят из творчества в обычную жизнь с домом и работой.
После того, как из группы уходит рэпер Карандаш, оставшиеся участники РММ — Варчун и Крэк углубились в студийную работу и продюсерскую деятельность. Итогом мобилизации сил и средств стала компиляция: Хип-хоп с берегов Волги, весь тираж которой разошелся менее чем за месяц. Выступали участниками различных фестивалей по мимо Rap Music, это был фестиваль: НАШИ ЛЮДИ и многие другие.

### Сольное творчество
В 2004 году у Крэка выходит альбом под названием «Один». В записи альбома приняли участие известные поволжские рэп-исполнители: Ленин («Белые братья», Злой («Злой Дух» и другие.
В 2006 году происходит разлад между лидерами «Района» Варчуном и Крэком. Право на название «Район моей мечты» остается за Варчуном. Крэк не теряет надежды, продолжает сольную карьеру. В результате награда не заставляет себя долго ждать. За трек «Без тебя», записанный совместно с певицей Яной Крошкиной, получает диплом от радио «Динамит FM», как лучший R’N’B исполнитель. Так же в этом же 2006 году Крэк проводит серию вечеринок, которые представляли собой областной фестиваль рэп-музыки, при поддержке MTV. Данное мероприятие привлекло более 30 команд со всей Нижегородской области.
В январе 2007 года Крэк официально организовывает продюсерский центр «Золотой микрофон». Лейбл «Golden Mic» включает в себя студийный бизнес, концертную деятельность и продвижение молодых, талантливых, перспективных артистов. К тому же в далёком 2003 году рэпер организовывает свою студию, воспитывает детей, совмещая творчество и свою семью.

## Дискография

### В составе коллектива
- 2001 — «Гораздо больше»[5]
- 2003 — «Молниеносные Квазары»[6]
- 2014 — «Короли Дискотэк»[7]

### Сольные альбомы
- 2004 — «Один»[2][3]
- 2007 — «New York»[8]
- 2008 — «Rock’N’Roll»[9]

## Рецензии
В 2004 году у Крэка выходит первый сольный альбом «Один», который вскоре был рецензирован. Rap.ru, в частности главный редактор сайта Андрей Никитин назвал альбом очень живым, очень искренним, очень настоящим.